# Diogo Duarte Silva
Diogo Duarte Silva (Setúbal, 10 de julho de 1774 — Rio de Janeiro, 24 de maio de 1857) foi um político luso-brasileiro.

## Vida
Filho de Diogo Romualdo da Silva e de Anna Victoria da Silva. Casou com Josefa Fort Duarte Silva, consórcio do qual nasceu, dentre outros,  Carlos Maria Duarte Silva.

## Carreira
Foi secretário do presidente da província de Santa Catarina, João Antônio Rodrigues de Carvalho.
Foi eleito deputado à Assembleia Nacional Constituinte de 1823 e à Assembleia Geral do Império na 1ª legislatura (1826 — 1829), na 2ª legislatura (1830 — 1833) e na 3ª legislatura (1834 — 1837).
Foi diretor do Banco do Brasil.
Hospedou Auguste de Saint-Hilaire durante a passagem deste pela Ilha de Santa Catarina, em 1820.